# Бурбак, Максим Юрьевич
Максим Юрьевич Бурбак (укр. Максим Юрійович Бурбак; род. 13 января 1976, Черновцы) — украинский политик, правовед и предприниматель. Народный депутат Украины 7-го и 8-го созывов. С февраля по декабрь 2014 года Министр инфраструктуры Украины.

## Биография
В 1998 году окончил юридический факультет Черновицкого национального университета имени Юрия Федьковича по специальности «Правоведение». Его старший брат Алексей был одноклассником Арсения Яценюка.
С 1998 по 2005 год совместно с братом занимался коммерческой деятельностью.
С 2006 по 2008 год был заместителем директора Черновицкой фирмы ООО «Финтраст», сдававшей в аренду помещения.
С июля 2008 года — и. о. директора ООО «Буковина Авто Альянс», также являлся председателем общественной организации «Первый аграрный кластер».

### Политическая карьера
С 2010 по 2012 год — депутат Черновицкого облсовета и председатель фракции «Фронта перемен», также возглавлял Черновицкую областную организацию этой партии (которая по его словам с 2008 года существовала за счёт самофинансирования).
12 декабря 2012 года был избран народным депутатом Украины 7-го созыва от партии Всеукраинское объединение «Батькивщина» (в партийном списке получил 43 позицию), входил в  её  политсовет. Являлся председателем подкомитета по вопросам стратегии развития таможенной политики, свободной торговли и экономической интеграции Комитета Верховной Рады по вопросам налоговой и таможенной политики. Бывший член партии Всеукраинское объединение «Батькивщина».
В ходе евромайдана являлся одним из заместителей руководившего самообороной Майдана Андрея Парубия. С февраля по декабрь 2014 года являлся Министр инфраструктуры Украины в первом правительстве Яценюка (по квоте «Батькивщины»). После раскола в августе 2014 года в партии "Батькивщина", стал членом партии «Народный фронт».
Народный депутат Украины 8-го созыва с 27 ноября 2014 года от партии «Народный фронт». Одержал победу на 204-м округе в Черновицкой области, набрав 24,2 % голосов. Первый заместитель главы Комитета по вопросам ветеранов, участников боевых действий, антиттерористической операции и инвалидов. Заместитель главы, с 2 июля 2015 года — глава фракции «Народный фронт» в Верховной Раде.
1 ноября 2018 года были введены российские санкции против 322 граждан Украины, включая Максима Бурбака.

## Семья
Женат. Имеет двоих детей.